# Olsen-banden (filmserie)

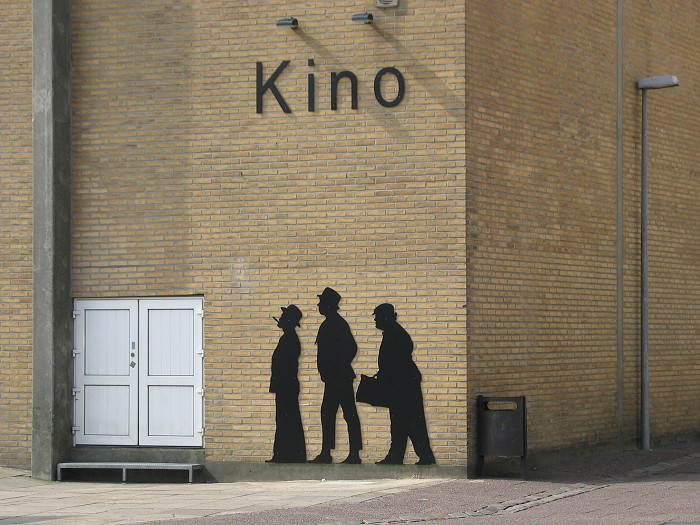
Siluetter av medlemmarna i Olsen-banden vid biografen Kino 1-2-3 i Thisted, Danmark.

Olsen-banden (svenska: Olsenbandet eller danska Olsenbanden) är en dansk filmserie från 1968-1981 (en sista film gjordes 1998) som handlar om det hetlevrade kriminella geniet Egon Olsen och hans inte lika geniala kumpaner Benny Frandsen och Kjeld Jensen. Skriven och regisserad av Erik Balling (med undantag av den sista filmen som regisserades av Tom Hedegaard och Morten Arnfred). Denna filmserie har legat till grund för såväl norska Olsenbanden som svenska Jönssonligan. Filmserien är en av de mest sedda i dansk filmhistoria. Filmerna blev även populära i Östtyskland och övriga Östeuropa på grund av sin drift med auktoritetspersoner.
Det karaktäristiska temat till filmserien komponerades av den danske kompositören Bent Fabricius-Bjerre, som även är mannen bakom musiken till tv-serien Matador.

## Synopsis
Filmernas uppbyggnad är ungefär densamma: de börjar med att Egon Olsen släpps från fängelset Vridsløselille där han suttit och utarbetat en ny komplicerad plan baserad på fakta han fått från någon av sina medfångar, vilka oftast är advokater eller andra högt stående medborgare. Han möts oftast på utsidan av sina medhjälpare Benny och Kjeld som hälsar honom med danska flaggor och ballonger. De åker sedan hem till Kjeld och sätter sig med några flaskor Tuborg för att gå igenom planen. Ligan utför kuppen på de mest makalösa och uppfinningsrika sätt där det för det mesta brukar gå bra, men oftast blir de sedan lurade på bytet efteråt och huvudhandlingen i filmer är hur de försöker återfå det. Det vanligaste slutresultatet i filmerna är att bytet ändå förstörs, förloras eller stjäls på något vis och Egon åker tillbaka in i fängelset.
I filmen Olsen-bandens sidste bedrifter lyckas dock ligan med sin kupp för att avsluta filmen med att åka till Mallorca med alla sina pengar. Denna film var tänkt att bli den sista i serien, men då det höjdes många röster för ytterligare en film återkom gruppen i filmen Olsen-banden på sporet, som följdes av ytterligare sju filmer.

## Filmer
| Nr | Dansk titel (svensk titel inom parentes)                      | Dansk biopremiär (svensk biopremiär inom parentes) | Norsk version                                    |
| -- | ------------------------------------------------------------- | -------------------------------------------------- | ------------------------------------------------ |
| 01 | Olsen-banden                                                  | 11 oktober 1968                                    | Olsenbanden                                      |
| 02 | Olsen-banden på spanden                                       | 3 oktober 1969                                     | Olsenbanden og Dynamitt-Harry                    |
| 03 | Olsen-banden i Jylland                                        | 8 oktober 1971                                     | Olsenbanden tar gull                             |
| 04 | Olsen-bandens store kup (Olsenbandets stora kupp)             | 6 oktober 1972 (16 april 1973)                     | Olsenbanden møter Kongen og Knekten              |
| 05 | Olsen-banden går amok (Olsenbandet slår till)                 | 5 oktober 1973 (5 januari 1974)                    | Olsenbanden og Dynamitt-Harry går amok           |
| 06 | Olsen-bandens sidste bedrifter                                | 4 oktober 1974                                     | Olsenbandens siste bedrifter                     |
| 07 | Olsen-banden på sporet                                        | 26 september 1975                                  | Olsenbanden og Dynamitt-Harry på sporet          |
| 08 | Olsen-banden ser rødt (Dynamitgubbarna)                       | 1 oktober 1976 (10 december 1977)                  | Olsenbanden for full musikk                      |
| 09 | Olsen-banden deruda'                                          | 30 september 1977                                  | Olsenbanden og Data-Harry sprenger verdensbanken |
| 10 | Olsen-banden går i krig                                       | 6 oktober 1978                                     | Olsenbanden og Dynamitt-Harry mot nye høyder     |
| 11 | Olsen-banden overgiver sig aldrig                             | 26 december 1979                                   | Olsenbanden gir seg aldri!                       |
| 12 | Olsen-bandens flugt over plankeværket                         | 16 oktober 1981                                    | Olsenbandens aller siste kupp                    |
| 13 | Olsen-banden over alle bjerge                                 | 26 december 1981                                   | Olsenbandens aller siste kupp                    |
| 14 | Olsen-bandens sidste stik (Danska Olsenbandet tar hem spelet) | 18 december 1998                                   | Olsenbandens siste stikk                         |

### Relaterade verk
- 1976 – Et isoleret tilfælde (reklamfilm)
- 1999 – Olsen-bandens første kup (julkalender i TV 2)
- 2001 – Olsen-banden Junior (familjefilm med den svenska Lilla Jönssonligan som förlaga)
- 2008 – Olsen Banden og den russiske juvel (musikal)
- 2010 – Olsen-banden på de bonede gulve (animerad film)
- 2013 – Olsen-banden på djupt vatten (animerad film)

### Fotnoter
1. ↑  Jorunn Egeland (15 maj 2014). ”Visste du at det var så likt?” (på norska). Blush. http://www.side2.no/underholdning/visste-du-at-det-var-sa-likt/6809896.html. Läst 18 september 2016.
2. ↑  Nicholas Wennö (13 januari 2015). ”Ny proffsig Jönssonliga vill lämna farsen”. Dagens nyheter. http://www.dn.se/kultur-noje/ny-proffsig-jonssonliga-vill-lamna-farsen/. Läst 18 september 2016.